# Rio Salgado (periodiskt vattendrag i Brasilien, Sergipe)
Rio Salgado är ett periodiskt vattendrag i Brasilien.   Det ligger i delstaten Sergipe, i den östra delen av landet, 1 300 km nordost om huvudstaden Brasília.
Omgivningen kring Rio Salgado är huvudsakligen savann. Området är ganska glesbefolkat, med 28 invånare per kvadratkilometer.